# Прогрессивная партия (Россия)
Прогресси́вная па́ртия, или Па́ртия прогресси́стов, образовалась в 1912 году. Лидерами партии были крупный донской землевладелец И. Н. Ефремов, московские промышленники — А. И. Коновалов и братья Рябушинские и др. Фактически партия «прогрессистов» представляла собой думскую фракцию, хотя по замыслу лидеров партия должна была стать крупной деловой партией — партией бизнеса. На политическом спектре прогрессисты были либералами центра, занимая позицию левее октябристов, но правее кадетов. Прогрессивная партия была политической преемницей Партии мирного обновления 1907—1908, что позволило деловой элите соединиться со многими представителями русской интеллигенции.

## Предыстория
Прогрессизм как идеологическое течение и политическое движение зародился в период Первой русской революции, его кристаллизация проходила по двум руслам — в среде крупных промышленников и в среде интеллигенции. Неудачные попытки создания самостоятельных партий промышленников и предпринимателей заставили наиболее дальновидных и европейски мыслящих московских капиталистов искать пути сближения с интеллектуальной элитой, способной генерировать идеи. С другой стороны, определенная часть интеллектуалов, входившая в различные либеральные партии, разочаровалась в их деятельности. Одних не устраивал тактический курс октябристского руководства во главе с А. И. Гучковым по отношению к политике П. А. Столыпина на решительное подавление революционных сил, других не удовлетворяло заигрывание руководства кадетской партии с левыми радикалами. Выйдя из партий октябристов и кадетов, эти политические деятели создали Партию мирного обновления, но она не смогла стать влиятельной силой.
В III Думе представители этого идейного течения сформировали фракцию в составе 28 депутатов во главе с И. Н. Ефремовым.
Начиная с 1908, в Москве на квартирах капиталистов П. П. Рябушинского и А. И. Коновалова периодически проходили «экономические беседы», в которых участвовали экономисты, юристы, историки, философы, литераторы, представители передовых кругов предпринимателей, члены Государственной думы и Государственного совета. Интеллектуалы получили от прагматиков-предпринимателей значительные средства на издание журналов, газет и книг. Прагматики-предприниматели получили мощную теоретическую поддержку со стороны интеллектуалов. Постепенно была выработана целостная система идеологических установок на исторически обозримый период, её суть сводилась к созданию сильного правового государства с рыночной экономикой, к проведению политических и социальных реформ, осуществлению активной внешней политики, соответствующей национальным интересам страны.

## История
11-13 ноября 1912 в Санкт-Петербурге состоялся учредительный съезд, на котором были приняты думская программа, тактика, избран Центральный комитет с отделами в Петербурге и Москве, которым поручалось принять меры к организации местных комитетов. Политические требования партии были умеренны: конституционная монархия, выборное двухпалатное представительство на основе большого имущественного ценза для депутатов, перераспределение прав и полномочий в пользу широких кругов отечественных предпринимателей.
Замыслы лидеров прогрессистов объединить в своей организации правое крыло кадетов и левых октябристов не увенчались успехом. Им не удалось расколоть кадетскую партию — правые кадеты предпочли остаться в рядах своей партии, которая имела достаточно прочный авторитет и влияние в широких общественных кругах. Не удалось привлечь в Прогрессивную партию и левых октябристов, предпочитавших после раскола Союза 17 октября в ноябре-декабре 1913 идти за своим лидером А. И. Гучковым.
В Государственной думе, объединившись с октябристами и кадетами в Прогрессивный блок, прогрессисты толкали правительство по пути ускорения реформ и реализации гражданских свобод, полагая при этом, что продолжение политики государства приведёт к революционному краху и разгулу насилия. Партия имела 48 депутатов в IV Думе. Председателем думской фракции был И. Н. Ефремов.
Февральская революция сняла программные и тактические различия и разногласия между либеральными партиями, на базе кадетской партии начался процесс консолидации всех либеральных сил. К кадетам перешла часть левых октябристов и прогрессистов, в том числе А. И. Коновалов. Часть прогрессистов предприняла попытку сохранить свою партию в качестве самостоятельной организации, они в марте-апреле 1917 переименовали партию прогрессистов в радикально-демократическую, объявили себя сторонниками установления федеративной республики с президентской формой правления. Новую партию возглавили И. Н. Ефремов, левый кадет Н. В. Некрасов и профессор Д. П. Рузский.

## Печатные органы
- Газета «Русская молва»
- Газета «Утро России»